# Lorne Malvo
Lorne Malvo es un personaje ficticio y el principal antagonista de la primera temporada de la serie de televisión Fargo. El personaje fue interpretado por Billy Bob Thornton, que recibió reconocimiento de la crítica especializada por su actuación logrando nominaciones para un Premio Primetime Emmy y un Premio del Sindicato de Actores y obteniendo un Premio Globo de Oro y un Premio de la Crítica Televisiva por su actuación.

## Personaje

### 2006
Lorne Malvo es un sicario que tiene su sede en Reno, Nevada. Es contratado para secuestrar y probablemente asesinar a Phil McCormick. Secuestra a McCormick mientras está trabajando, le quita la ropa y lo introduce en el maletero de su coche. Camino a su destino, Malvo choca contra un ciervo a las afueras de Bemidji_(Minnesota), saliéndose de la carretera y golpeándose la cabeza contra el volante. El maletero se abre permitiendo a McCormick escapar tan solo para morir congelado en el bosque cercano.
Mientras espera en el hospital del pueblo para que le revisen el golpe en la cabez, Malvo conoce a Lester Nygaard el cual está esperando a que la revisen su nariz tras el altercado con Sam Hess. Lester le comenta a Malvo como Sam se metía con él cuando eran niños. Lester hace una broma sobre matar a Hess y Malvo toma la "sugerencia" muy seriamente. Le pregunta a Lester si realmente desea matar a Hess pero no le contesta. Lester es llamado para atenderlo y le insta a que se mueva para ir a consulta, lo que hace que Lester se levante y grite "Si" lo que Malvo interpreta como una afirmación. Malvo asesina a Hess en un club de estriptis clavándole un cuchillo en la nuca mientras este está follando con la estríper. 
Cuando Lester se entera de la muerte de Hess (la póliza de su seguro de vida pertenece a la aseguradora donde trabaja Lester), va a hablar con Malvo en una cafetería donde Malvo se enfurece diciéndole que podría haberlo hecho con sus propias manos. Más tarde, esa misma noche, tras enfadarse con su mujer, Lester asesina a su esposa y llama a Malvo, de modo desesperado, para que le ayude. Lester planea asesinar a Malvo con su escopeta y culpar a este de la muerte de su esposa, sin embargo, el jefe de policía local, Vern Thurman, llega antes que Malvo para preguntarle a Lester sobre la muerte de Hess. Cuando Vern está a punto de arrestar a Lester tras percatarse de que hay un rastro de sangre que viene desde el sótano, donde yace muerta la mujer de Lester Malvo aparece y le dispara a Vern dos veces mientras va bajando por las escaleras que llevan al sótano y desapareciendo cuando Molly Solverson aparece en la casa, escena de un crimen. Malvo le roba a Lester el coche siendo detenido un poco después en Duluth, Minnesota por exceso de velocidad por el oficial Gus Grimly, el cual le deja marchar por el miedo que le embarga oyendo hablar a Malvo.
Al día siguiente, Malvo, va a correos para recoger un paquete que le he enviado su jefe, esta contiene su nueva identidad: Frank Peterson, un respetado pastor protestante de su comunidad. Malvo se encuentra con su siguiente cliente, Stavros Milos, "rey" de los supermercados Phoenix Farms. Malvo es contratado para rastrear quién está chantajeando a Stravros, que descubrirá que es Don Chumph, el entrenador personal de la exesposa de Stavros. Malvo se enfrenta con Chumph y toma el control sobre el chantaje, usando a Chumph como su ayudante en la operación. Un poco más tarde, Gus, bastante arrepentido de haber dejado marchar anteriormente a Malvo lo divisa en la carretera arrestandolo por asesinato y robo de vehículo. Cuando llega a comisaría Malvo modifica su aspecto con un par de gafas que roba en la entrada además de otras modificaciones en su aspecto. Usando su falsa identidad de Frank Peterson persuade al policía que lo está interrogando para que lo deje ir. Como resultado del malentendido Gus es retirado del trabajo de campo y puesto a trabajar en la oficina.
Mientras tanto, Malvo empieza a someter psicológicamente a Stavros, matando a su perro, reemplazando su medicación por anfetas, rellenando la alcachofa de la ducha con sangre de cerdo y soltando miles de grillos en el supermercado de Stavros. Como sabe que Stavros es bastante religioso, Malvo se ayuda del libro del Éxodo para someterlo. Cuando Stravros decide dejar el dinero en el mismo sitio en el que se lo encontró en 1987 en vez de pagar el chantaje. Malvo maniata con cinta adhesiva a Chump a la vez que le pone una escopeta entre sus manos. Malvo dispara a través de la ventana disparando a los vecinos de enfrente llamando la atención de la policía mientras desaparece por la puerta de atrás. Un equipo de SWAT es requerido para acceder a la casa. Cuando entran ven que lleva una escopeta por lo que empiezan a disparar hasta matarlo sin darse cuenta, más tarde, de que estaba maniatado. En el mismo momento, Dmitri, el hijo de Stravros, muere accidentalmente junto con el de jefe de seguridad Wally Semenko cuando el coche se sale de la carretera tras una extraña tormenta de peces, mostrándose así todas las plagas del éxodo.
Mientras conduce con nula visibilidad a través de la nieve, el coche de Malvo es golpeado por dos sicarios de Fargo, Mr. Wrench y Mr. Numbers, buscando venganza por la muerte de Hess. Estos salen de su coche y empiezan a tirotear a Malvo. Malvo escapa de este fuego inicial escondiéndose de ellos y utiliza la ventisca para camuflarse. Deliberadamente se cortará un poco la mano y dejará un reguero de sangre a modo de cebo lo cual le llevará a Mr. Numbers a seguir el rastro de manera fatal ya que es apuñalado las veces necesarias hasta que le responde a Malvo quién los contrató. Cuando responde que "Fargo", lo degüella dejando que se desangre sobre la nieve. Recoge la metralleta de Mr. Numbers intentando localizar a Mr. Wrench.
Tras esto, hay que buscar al responsable del ataque sufrido y para esto recurre a Mr. Rundle, su jefe en Nevada. Rundle es incapaz de proporcionarle la información que está precisando por lo que lo golpea dejándolo inconsciente y descubre que el origen del ataque ha sido el sindicato del crimen de Fargo. Acompañado con esta nueva información se dirige al cuartel general del sindicato y empieza una masacre que deja a 22 personas muertas en cuestión de minutos. Tras esta carnicería, localiza y visita a Mr. Wrench, que se está recuperando en el hospital. Cuando se despierta, Malvo se mofa de Wrench por la muerte de su compañero Mr. Numbers. Sin embargo, Malvo le da a Wrench las llaves de las esposas que lo mantiene atado a la cama, y le dice que lo respeta ya que ha sido la persona que más cerca ha estado de matarlo. Le dice que si aún se siente mal por lo que ha ocurrido que lo rastree y vuelva a intentar matarlo una vez que se recupere.

### 2007
Vemos a Malvo al año siguiente viviendo en Kansas City, Misuri, haciéndose pasar por un dentista llamado Michaelson. Su cometido es hacerse amigo del Dr. Burt Canton para poder localizar a su hermano el cual está en el programa de protección de testigos. Para estar aún más cerca de Canton, Malvo se compromete con la ayudante de Canton,Jemma Stalone. La noche anterior al momento en el que iba a conocer al hermano de Canton y así poder matarlo, Malvo es reconocido por Lester Nygaard mientras está tomando unas copas en un hotel de Las vegas con Jemma, Canton y la mujer de este. Lester había ido a recoger un premio otorgado por la asociación de aseguradoras en una reunión que se celebraba en el mismo hotel. Lester se enfrenta a Malvo de forma dialéctica, pero Malvo actúa tal como si nunca hubiera tenido relación con él y amenaza con irse mientras las personas con las que estaba se preparan para irse. Lester no es capaz de creer ese comportamiento de no pretender no conocerlo y les sigue hasta el ascensor. Malvo le pregunta a Lester "¿Es realmente eso lo que quieres?". Cuando Lester responde afirmativamente, Malvo dispara a Canton, a su mujer y a Jemma. Malvo le dice a Lester que el trabajo invertido en los últimos seis meses se ha esfumado obligando a Lester a deshacerse de los cuerpos dejándolos en un contenedor de basura. Temiendo por su vida, Lester golpea Malvo con el trofeo y sale como alma llevada por el diablo camino a su ciudad junto con su esposa.
Malvo les sigue hasta Minnesota y pregunta por Lester en el restaurante de Lou Solverson, pero Lou viéndole con bastante mala pinta y sospechoso no le dice nada sobre su paradero. Con el cesto de las respuestas vacío Malvo sale a coger el coche para buscar a Lester justamente cuando entran por otra puerta Molly Solverson y dos agentes del FBI discutiendo sobre cómo localizar a Malvo. Mientras tanto, Lester y su esposa están preparando todo para ir a Acapulco para escapar de Malvo y la policía pero se da cuenta de que los pasaportes están en la caja fuerte de la aseguradora y van a por ellos. Lester, imaginando que Malvo está dentro de la aseguradora, envía a Linda llevando su chaquetón con la capucha puesta para recoger los pasaportes, cuando se dispone a recogerlos Malvo le revienta la cabeza con dos tiros pensando que era Lester.
Tras cometer este asesinato se refugia en una cabaña perdida en el bosque cercano mientras escucha las comunicaciones policiales para estar alertado sobre los posibles movimientos de Lester. Malvo para poder hacerse pasar por los agentes del FBI asalta el coche de estos, les roba sus credenciales y llama al cuartel general para cancelar el apoyo que habían pedido los agentes, alegando que había habido un malentendido. Malvo busca un coche parecido al coche de los agentes en una tienda de segunda mano, lo encuentra y lo roba, llevándose al vendedor como rehén. Malvo espera a las afueras de la comisaría y los sigue cuando los agentes del FBI llevan a Lester a su casa. Mientras que Pepper y Budge montan guarda en la puerta de la casa, Malvo empuja el coche robado hasta donde están ellos dejándolo a unos veinte metros de distancia. Los agentes vociferan a quien estuviera al volante que salga del coche con las manos en alto, sin éxito, al llegar hasta la puerta del coche se dan cuenta de que el vendedor de coches está atado con cinta al volante, sorprendidos por lo que ven no se percatan que Malvo aparece a sus espaldas aprovechando para matarlos sin el menos esfuerzo.
Malvo busca a Lester empieza a buscar a Lester en la casa y el mejor sitio en el que puede estar es su habitación por lo que se dirige hacia allí. No toma en consideración que Lester es un animal acorralado por lo que utilizará cualquier herramienta para salvarse, en este caso un cepo para osos, que Malvo acabó pisando rasgando todo el gemelo. Lester le dispara, errando el tiro, intenta volver a dispararle pero la pistola se atora por lo que con el miedo en el cuerpo se refugia en el baño. Al cabo de no mucho Lester sale del baño para inspeccionar la habitación, no hay nadie salvo un reguero de sangre que traza camino hasta el coche de los agentes del FBI, el cual ha sido utilizado por Malvo para volver a la cabaña. En la cabaña le espera Gus Grimly, que le había estado esperando desde ese mismo día por la mañana, empieza a hablar con Malvo hasta que finalmente le dispara varias veces ya que en los primeros disparos no fueron mortales. Mientras revisan la cabaña descubren una colección de cintas de casete, en una de ellas está grabada la conversación que tuvieron Malvo y Lester una vez que este último asesinó a su esposa, Pearl, y ya por fin tiene una prueba incriminatoria contra Lester.

## Personalidad
Lorne Malvo se define en gran medida por su creencia de que los seres humanos son, a fin de cuentas, muy parecidos a las bestias primigenias. Él ha abrazado completamente esta filosofía y rara vez se comporta como si tuviera la menor inclinación de lo correcto y lo incorrecto. Un ejemplo de esto sería el secuestro de Malvo de un hombre a plena luz del día y sin ningún respeto por los testigos o las cámaras de seguridad.
Malvo le aconseja a Lester que debería recordarle a su esposa que "[él] sigue siendo un simio", como una forma de demostrar su masculinidad y luchar contra las críticas y el dominio de su esposa.
Al igual que otros personajes de los hermanos Coen, como Anton Chigurh y Hanzee Dent, Malvo puede ser percibido como una personificación de la violencia implacable y en evolución, particularmente en su masacre de Moses Tripoli y sus subordinados en su cuartel general en Fargo.

## Recepción
Maureen Ryan de The Huffington Post fue uno de los muchos críticos que elogió la actuación de Thornton, afirmando que "es fascinante desde su primer momento en el programa y se roba toda la atención. Thornton no solo brinda una gran actuación sino que siembra la destrucción en el helado corazón de Minnesota. Es un placer presenciar la moderada malevolencia que surge de Malvo. Al igual que el propietario de Los Pollos Hermanos, Gus Fring, Malvo es un hombre sabe exactamente quién es y qué quiere hacer, y Thornton muestra un nivel similar de dominio informal pero ocasional".